# Pont Vierendeel de Laeken
Le pont Vierendeel de Laeken est un pont-rail permettant à la ligne 50 (Bruxelles-Nord - Gand) de franchir le canal de Willebroeck. Il s’agit d’un pont isostatique métallique de type Vierendeel. L'ensemble des éléments de ce pont de presque 50 m de portée, est soutenu par deux poutres Vierendeel situées de part et d'autre du tablier. Tous les éléments du pont ont été formés à l’aide de plats, de tôle et de cornières assemblés par rivetage ou, dans certains cas par boulonnage.
Cet ouvrage d'art est appuyé d’un côté sur deux appuis fixes, matérialisés par des articulations métalliques et, de l’autre, sur deux appuis mobiles, matérialisés par deux rouleaux métalliques, ce qui permet la libre dilatation du pont lorsqu'il est sujet à des variations de température.

Galerie de photographies
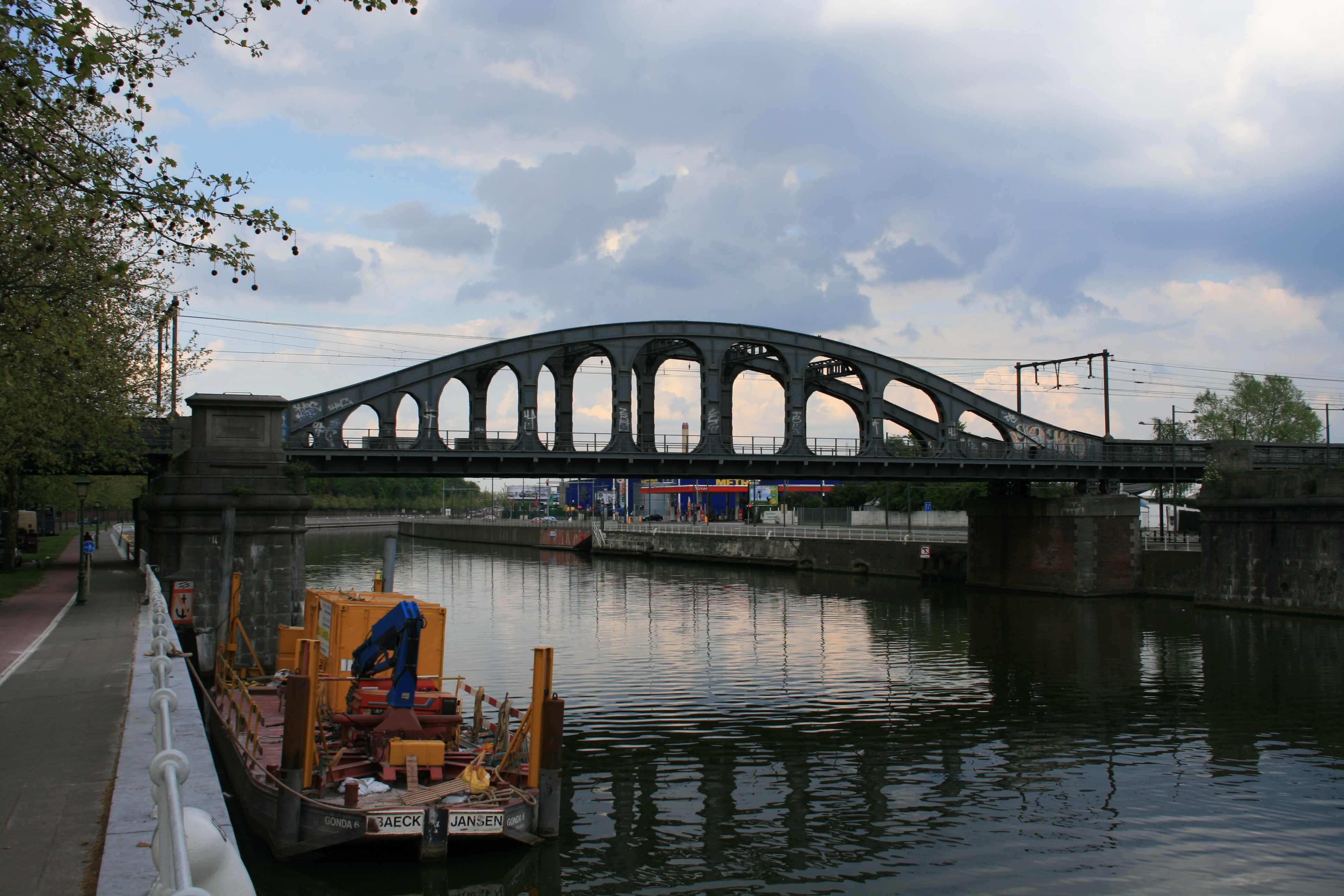
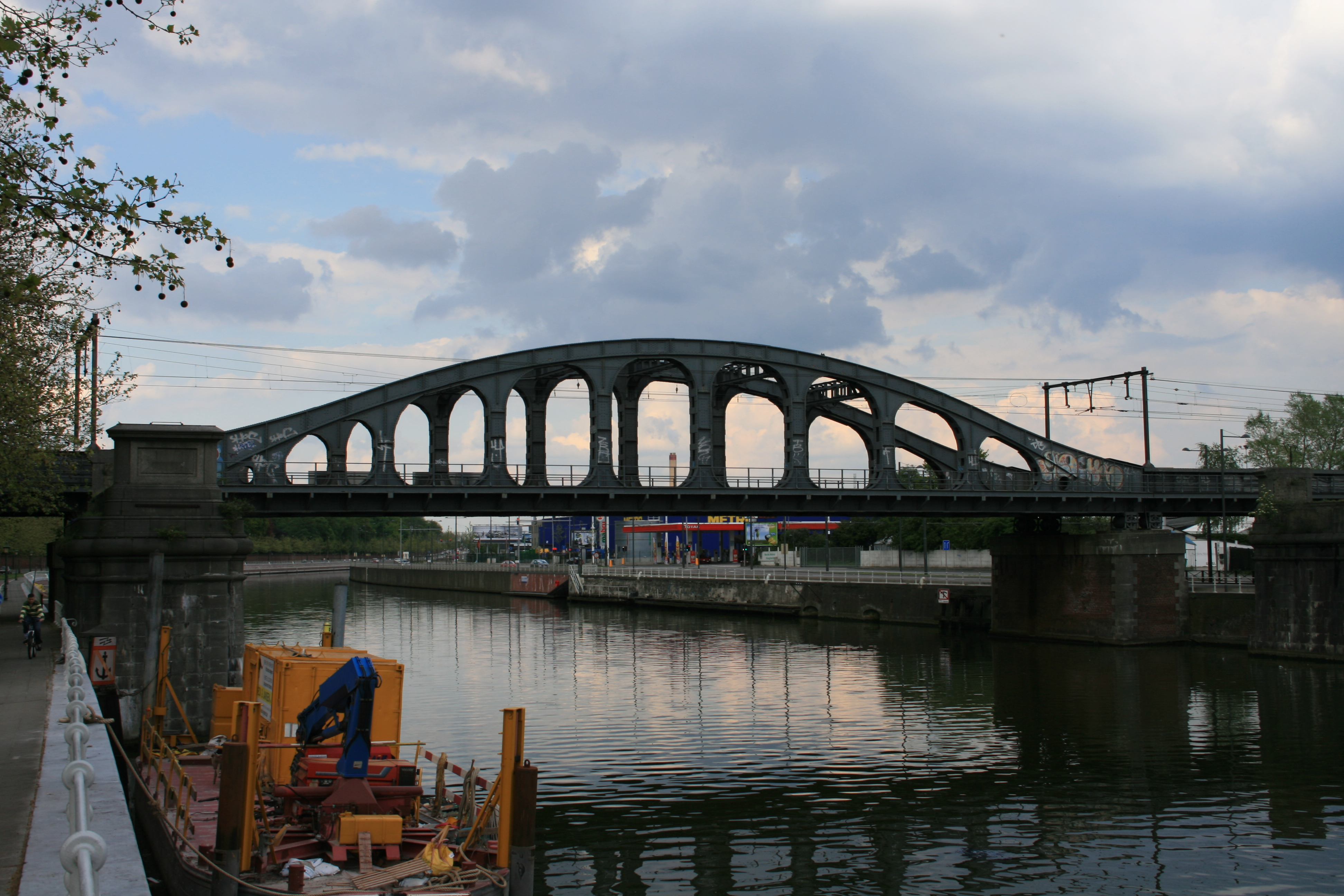
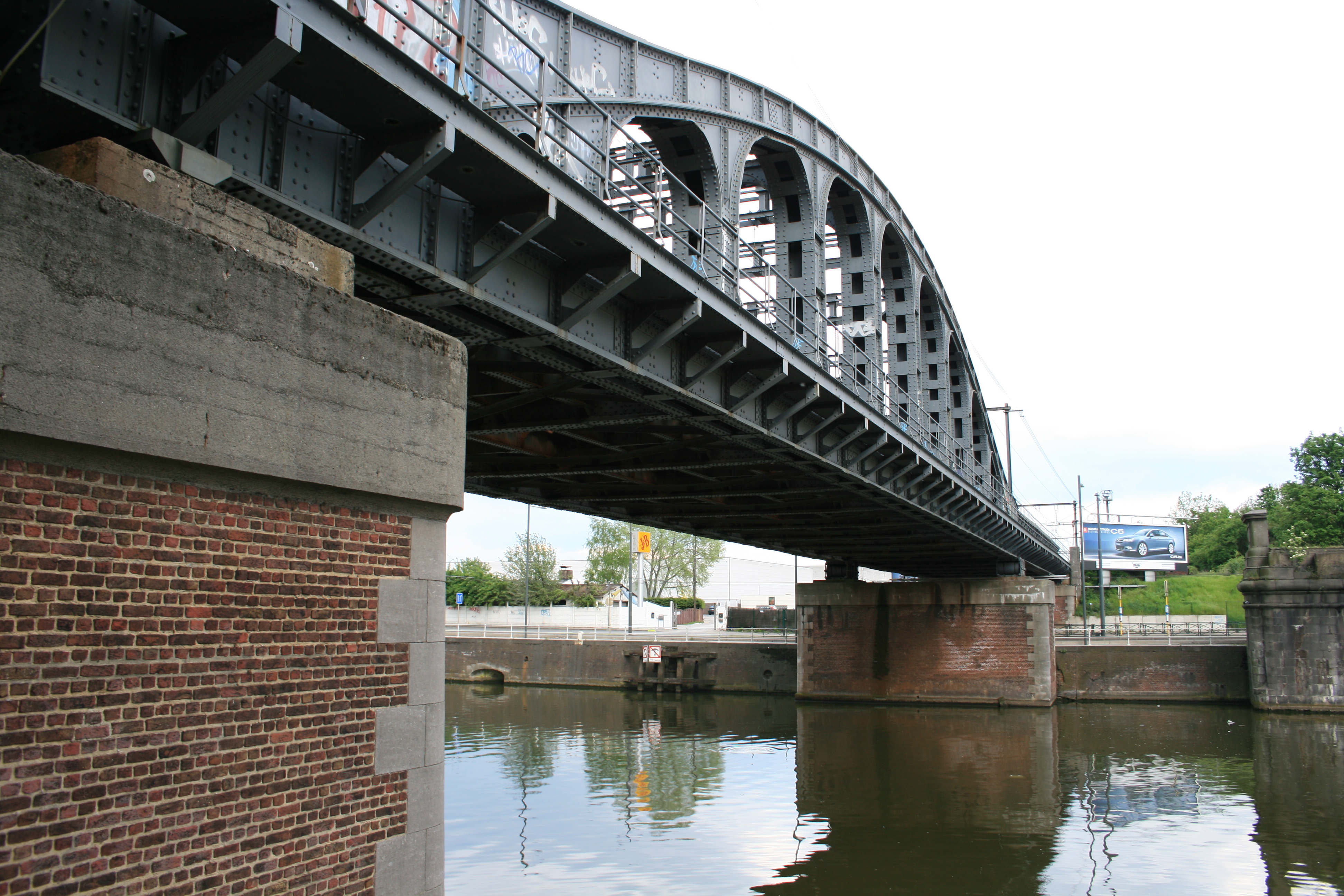